# Fluid Science Laboratory

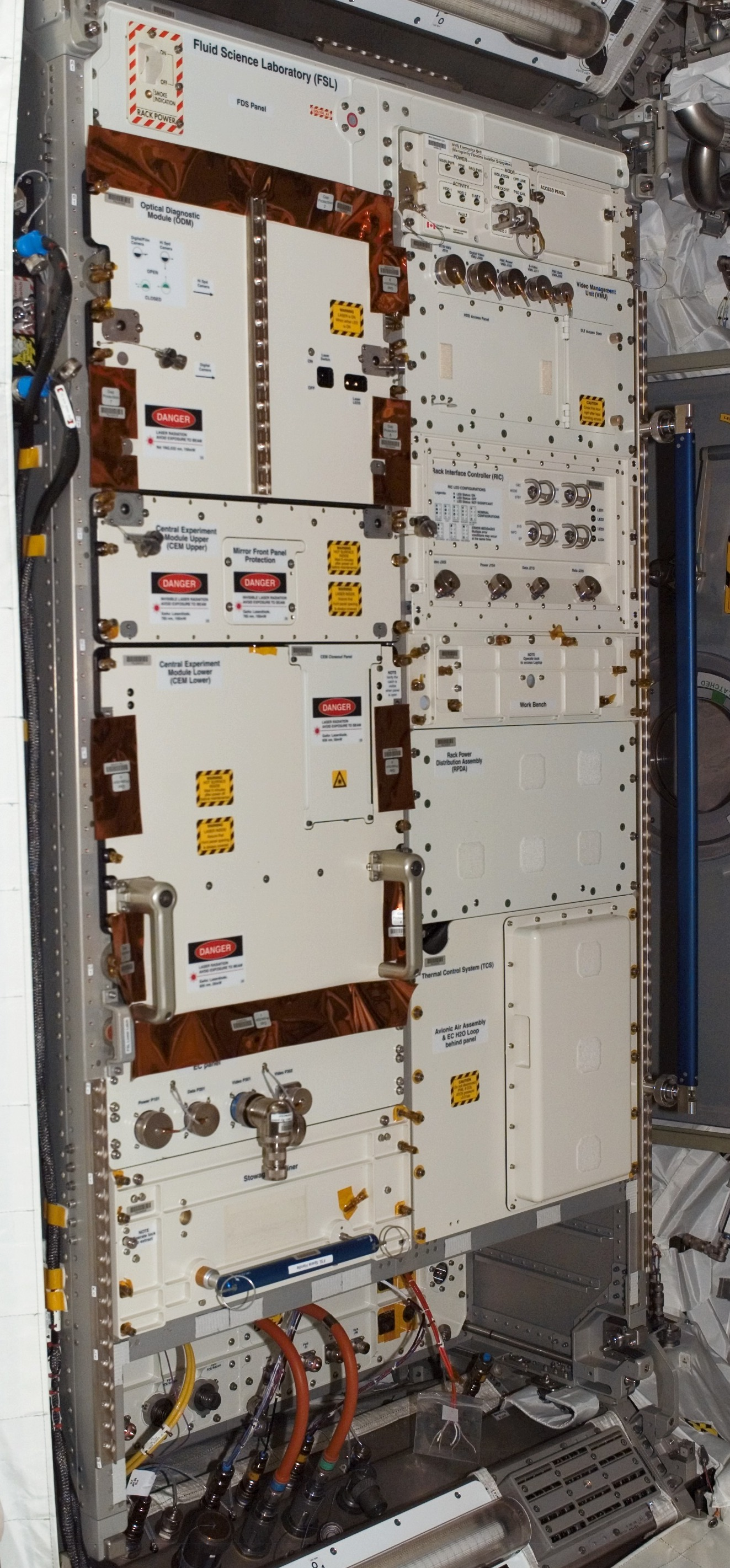
Il Fluid Science Laboratory nel modulo Columbus della ISS durante l'Expedition 16

Il Fluid Science Laboratory (FSL) è un payload scientifico dell'Agenzia spaziale europea (ESA), progettato per essere utilizzato all'interno del modulo Columbus della Stazione Spaziale Internazionale (ISS). Costruito da Thales Alenia Space, OHB-System e Verhaert Design and Development, è una piattaforma multiutente per esperimenti di fisica dei fluidi in condizioni di microgravità. Può essere controllato dagli astronauti a bordo della ISS o da terra.

## Obiettivi scientifici
L'obiettivo principale degli esperimenti condotti nel FSL è lo studio dei fenomeni dinamici dei fluidi in assenza di forze gravitazionali. In microgravità, effetti come la convezione, la sedimentazione, la stratificazione e la pressione statica sono ridotti quasi a zero. Questo permette di osservare fenomeni dominati da diffusione, come il trasferimento di calore e di massa, normalmente mascherati dalla gravità sulla Terra.
L'eliminazione della convezione gravitazionale consente di studiare con precisione gli effetti causati da gradienti di densità, come quelli che si presentano nei processi di trattamento termico, transizioni di fase, trasporto diffuso e reazioni chimiche. Tali studi sono fondamentali per lo sviluppo di teorie accurate e per l'ottimizzazione di processi industriali sulla Terra, ad esempio nella produzione di semiconduttori.

## Struttura
Il Fluid Science Laboratory occupa un intero International Standard Payload Rack (ISPR). L'elemento principale è il Facility Core Element, composto da due sezioni principali:
- Optical Diagnostics Module: contiene l'equipaggiamento per osservazioni visive e interferometriche, l'elettronica di controllo e gli attacchi per le Front Mounted Cameras, utilizzate per imaging ad alta velocità e risoluzione.
- Central Experiment Module che è a sua volta diviso in due sezioni:
  - una sezione per il montaggio e l'inserimento dei contenitori sperimentali (Experiment Containers, EC), con interfacce funzionali e dispositivi ottici;
  - una sezione per la diagnostica e l'illuminazione, con elettronica di controllo per i componenti elettromeccanici e ottomeccanici.

Il modulo è supportato da sottosistemi per distribuzione dell'energia, condizionamento ambientale e gestione dati.
Gli esperimenti vengono integrati in contenitori FSL Experiment Container (FSL EC) con massa tipica tra 25 e 30 kg (massima: 40 kg) e dimensioni di 40×27×28 cm. L'EC offre ampio spazio per ospitare le celle fluide, l'elettronica dedicata e i dispositivi per stimolare i processi da osservare.

## Strumenti di osservazione
Il FSL è equipaggiato con:
- Osservazione visiva su due assi con imaging elettronico e backup fotografico tramite Front Mounted Cameras che forniscono imaging ad alta velocità insieme ad alta risoluzione e registrazione a colori;
- Illuminazione con luce bianca e laser (in modalità di sfondo, a foglio e volumetrica);
- Particle Image Velocimetry compresi traccianti a cristalli liquidi per velocimetria e termometria simultanee;
- Mappatura termografica (infrarossa) di superfici liquide;
- Interferometria su due assi con interferometri riconfigurabili:
  - Interferometro olografico;
  - Interferometro di Wollaston (modalità shearing);
  - Strioscopia combinata con shearing;
  - Electronic Speckle Pattern Interferometry (ESPI).[1]

## Aggiornamenti e supporto operativo
A bordo sono presenti Flight Support Equipment come parti di ricambio, strumenti particolari, agenti pulenti e dispositivi di calibrazione (ad esempio Optical Reference Targets).
I recenti aggiornamenti includono:
- La nuova Video Management Unit (VMU), che ha fornito ottimi risultati nella CompGran Mission installata dall'astronauta Alexander Gerst nel giugno 2018[3];
- Il sistema Microgravity Vibration Isolation Subsystem (MVIS), sviluppato dall'Agenzia spaziale canadese, che isola sperimentalmente gli apparati da vibrazioni residue della ISS tramite levitazione magnetica. È stato utilizzato per la prima volta per l'esperimento Reference Multiscale Boiling ad agosto 2019;
- Lo strumento Soft Matter Dynamics che utilizza telecamere e sensori ad alta precisione per studiare i cambiamenti rapidissimi nei materiali soffici, aiutando a migliorare la stabilità di schiume, gel, emulsioni e aerosol.[4]

Il FSL è gestito secondo il modello decentralizzato dell'ESA per le operazioni dei carichi utili. Il Facility Responsible Centre (FRC) era inizialmente il MARS USOC di Napoli, in Italia, poi sostituito dal BUSOC (Belgian User Support and Operations Centre) con sede a Bruxelles.

## Lancio
Il Fluid Science Laboratory era già installato dentro il modulo Columbus quando è stato lanciato il 7 febbraio 2008 a bordo della Space Shuttle Atlantis per la missione STS-122.